# Uruhuasiopsis analis
Uruhuasiopsis analis är en tvåvingeart som beskrevs av Townsend 1915. Uruhuasiopsis analis ingår i släktet Uruhuasiopsis och familjen parasitflugor.
Artens utbredningsområde är Peru. Inga underarter finns listade i Catalogue of Life.